# A United Express 5925-ös járatának katasztrófája

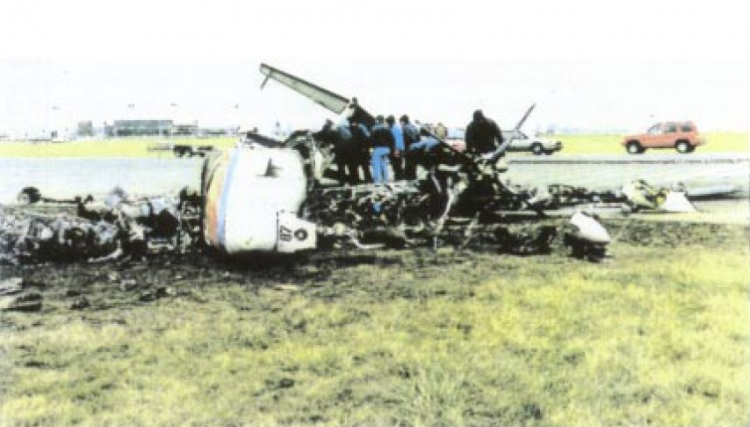
A United Express gép roncsa

A United Express 5925-ös járata egy Beechcraft 1900 tipusú repülőgép, a United Express menetrend szerinti járata volt Chicago és az illinoisi Quincy között. 1996. november 19-én, leszállás közben összeütközött egy Beechcraft King Air tipusú repülőgéppel. Bár a United Express gépen mind a 10 utas és a 2 pilóta túlélte a balesetet, a vészkijáratokat nem tudták kinyitni, és a balesetet követő tűzben meghaltak.

## A katasztrófa
A United Express 5925-ös járata 15:25-kor indult Chicagoból. Kate Gathje kapitány, Darren McCombs első tiszt, és tíz utas volt a fedélzeten. Az iowai Burlingtonban való megállás után a járat Quincy felé tartott. 
Két repülőgép Quincyben készült indulni, amikor az 5925-ös járat közeledett. Mindkét repülőgép, egy Beechcraft King Air és egy Piper Cherokee a 04-es pályáról tervezett indulni. Mivel a Quincy-i repülőtéren nincs légiforgalmi irányítás, mindhárom repülőgép a közös forgalmi tanácsadó frekvencián kommunikált. Közeledve Gathje kapitány arról érdeklődött, hogy a King Air megvárja-e őket a várópontnál, vagy megérkezésük előtt indul-e. Miután nem kapott választ, Gathje ismét érdeklődött, és a Cherokee pilótája közölte, hogy a 04-es futópályáról indulnak. Az 1900-as pilótafülkében megszólaló földközelségi figyelmeztető rendszer miatt azonban az adásnak csak egy részét hallotta a United Express gép pilótája.
A balesethez hozzájárult a Cherokee pilóta félbeszakított rádiós adása, ami ahhoz vezetett, hogy a United Express személyzete félreértette az adást, mivel úgy értette, hogy a King Air jelezte, hogy csak akkor száll fel, ha az 5925-ös járat már leszállt. Feltételezve, hogy mindkét gép megvárja őket, az 5925-ös járat leszállt a 13-as pályán. A King Air azonban a 04-es pályán megkezdte felszállását. A két repülőgép a 4-es és a 13-as pályák kereszteződésében összeütközött. A United Express repülőgép 34 méter hosszan csúszott, a 13-as pályán állt meg, és kigyulladt. A United Express járat fedélzetén mind a 12 ember túlélte a ütközést, de a beszorult ajtó miatt bennragadtak. A baleset közelében lévő több pilóta a helyszínre érkezett, de nem tudták kinyitni a repülőgép ajtaját, mielőtt mindkét gépet tűz pusztította volna el. Az 5925-ös járat fedélzetén 12 személy, valamint a King Air mindkét pilótája, Neil Reinwald, és Laura Brooks Winkleman a füst belélegzése miatt meghalt.